# Agora Group
Agora Group este un trust de presă specializat în tehnologia informației, comunicații și afaceri.
Agora Group s-a înființat în anul 1992, având sediul inițial în Târgu Mureș. A publicat, de-a lungul timpului, reviste ca PC Report, Open – Tehnologia Informației, Byte România, Net Report, Gazeta de informatică, PC Magazine România, eWeek România, Channel Partner România, suplimentul Zoom, anuarul SinteTIC, IT Trends și Digital Trends.
Începând din anul 2005, trustul Agora și-a mutat sediul la București. Din acest moment, și-a completat portofoliul de produse cu conferințe de specialitate, cum ar fi: SolePAD (Soluții eficiente pentru afaceri durabile) , ATC (Agora Technology Conferences), IT Trends, Conferințele Regionale Agora, Conferințele de Tehnologie Agora, Conferințele de Soluții Agora, conferințele eHealth, eduVision, Programatica, Agile Tour, roadshow-ul „Digital Agenda for Romania” și portalul online cu serviciul de știri AgoraNews.

## Vedeți și
- Romulus Maier